# Liopholidophis
Liopholidophis — рід змій родини Pseudoxyrhophiidae. Представники цього роду є ендеміками Мадагаскару.

## Види
Рід Liopholidophis нараховує 8 видів:
- Liopholidophis baderi Glaw, Kucharzewski, Nagy, Hawlitschek & Vences, 2013
- Liopholidophis dimorphus Glaw, Nagy, Franzen & Vences, 2007
- Liopholidophis dolicocercus (Peracca, 1892)
- Liopholidophis grandidieri Mocquard, 1904
- Liopholidophis oligolepis Glaw, Kucharzewski, Nagy, Hawlitschek & Vences, 2013
- Liopholidophis rhadinaea J. Cadle, 1996
- Liopholidophis sexlineatus (Günther, 1882)
- Liopholidophis varius (Fischer, 1884)

## Етимологія
Наукова назва роду Liopholidophis походить від сполучення слів дав.-гр. λειος — гладкий, φολις — рогова луска і οφις — змія. 